# Волгуша
Волгуша — река в Московской области России, левый приток Яхромы. На гидрографической карте 1926 г. — Волкуш.
Длина — 40 км, площадь водосборного бассейна — 284 км². Равнинного типа. Питание преимущественно снеговое. Волгуша замерзает в ноябре — начале декабря, вскрывается в конце марта — апреле.
Берёт начало из озера Нерского в 8 км к западу от станции Катуар Савёловской железной дороги, впадает в реку Яхрому у станции Турист Савёловской железной дороги. На Волгуше стоят деревни Парамоново, Подгорное, посёлок дома отдыха Горки, Сокольники, Языково, Горки, Гаврилково.
Первые 10 км от истока протекает по заболоченной местности, затем глубокая долина Волгуши пересекает Клинско-Дмитровскую гряду, образуя в низовьях живописный Парамоновский овраг — одно из самых посещаемых туристами мест Подмосковья. Обрывистые высокие берега оврага, покрытые смешанным лесом, необыкновенно живописны.
Притоки — Котловка, Клубиш, Икша, Каменка.